# Maso Karipe
Maso Karipe, mort le 7 novembre 2023, est un homme d'affaires et homme politique papou-néo-guinéen.

## Biographie
Copropriétaire autochtone coutumier de la mine d'or de Porgera, il est l'un des représentants de sa communauté auprès de la gestion de la mine par la compagnie canadienne Barrick Gold.
En réponse aux violences inter-communautaires qui affectent la vie des villageois aux alentours de la mine, en 2018, il fait don à la police locale de cinq pneus pour remplacer les pneus usagés sur leurs véhicules.
Aux élections législatives de 2022, il est candidat indépendant dans la nouvelle circonscription de Porgera (en)-Paiela, qui inclut la mine et ses alentours. Peu avant le vote, « toutes ses propriétés [personnelles sont] détruites » par des hommes en armes d'une communauté voisine. Faisant campagne sur la nécessité de ramener la sécurité et l'ordre dans la circonscription pour pouvoir rouvrir la mine, il est élu, et rejoint le Pangu Pati, le parti du gouvernement de James Marape, peu après son entrée au Parlement,,.
S'exprimant au Parlement peu après son élection, il souligne que les meurtres, les enlèvements et les destructions de propriétés commis par des communautés en guerre les unes contre les autres rendent impossible la réouverture de la mine car ses employés n'y seraient pas en sécurité ; il obtient qu'une part du budget du gouvernement soit attribué au maintien de l'ordre à Porgera. Il utilise sa réserve parlementaire pour payer les frais de scolarité d'élèves et d'étudiants de sa circonscription, ainsi que pour y contribuer au financement du maintien de l'ordre.
La nationalisation partielle de la mine par le gouvernement Marape est également un point d'achoppement vis-à-vis de la réouverture de la mine, mais la compagnie Barrick Gold consent finalement, à la fin de l'année 2022, à continuer à exploiter la mine tout en acceptant que les Papous-Néo-Guinéens soient propriétaires à 51 % (à 36 % par l'État et à 15 % par les propriétaires autochtones coutumiers des terres où se trouve la mine) de la coentreprise New Porgera avec Barrick Gold.
Atteint d'un cancer de l'estomac, Maso Karipe doit fréquemment se rendre en Australie à partir d'octobre 2022, pour y suivre un traitement à base de chimiothérapie. Il meurt à Brisbane le soir du 7 novembre 2023,,.